# Konstantinos Konstantinidis (Taekwondoin)
Konstantin Konstantinidis (griechisch Κωνσταντίνος Κωνσταντινίδης; * 6. November 1983 in Thessaloniki, Griechenland) ist ein deutscher Taekwondoin griechischer Herkunft.

## Karriere
Konstantin Konstantinidis belegte bei den Weltmeisterschaften 2007 den neunten Platz. Drei Jahre später wurde er in Sankt Petersburg Europameister in der Klasse bis 63 kg.
Konstantinidis ist selbständiger Personal Trainer und seit 2023 als Athletiktrainer der Fußballmannschaft der Stuttgarter Kickers tätig.